# Canna
|  | Per a altres significats, vegeu «Canna (desambiguació)». |

Canna és un gènere d'una desena d'espècies de plantes tropicals i subtropicals natives d'Amèrica, l'únic en la família monotípica de les cannàcies. Les plantes de Canna són herbes perennes, de fulles amples i planes, que assoleixen els tres metres d'alçada. Les flors són típicament vermelles o grogues, i atreuen colibrins per a la seva pol·linització.
Diferents espècies del gènere Canna es conreen per a l'alimentació humana a Mèxic i a les Antilles i en els Andes des de Colòmbia fins a l'Argentina. També a Hawaii, Austràlia, el Vietnam, la Xina i Indonèsia. Es destaca Canna edulis com la més coneguda i estesa entre aquestes espècies. Algunes són conreades amb finalitats ornamentals, especialment a França, Espanya, Anglaterra, Hongria i altres llocs d'Europa i al Brasil.

## Taxonomia
| - Canna amabilis T. Koyama & Nb. Tanaka - Canna bangii Kraenzl. - Canna coccinea Blanc. - Canna compacta Rosc. - Canna discolor Lindl. - Canna indica L. - Canna flaccida Salisb. - Canna glauca L. - Canna edulis L. - Canna iridiflora Ruiz & Pav. - Canna jacobiniflora T. Koyama & Nb. Tanaka | - Canna jaegeriana Urban. - Canna liliiflora Warsc. ex Planch. - Canna paniculata Ruiz & Pav. - Canna patens Rosc. - Canna pedunculata Sims - Canna plurituberosa T. Koyama & Nb. Tanaka - Canna speciosa Rosc. - Canna stenantha Nb. Tanaka - Canna tuerckheimii Kraenzl. |